# Crocidura malayana
Crocidura malayana és una espècie de musaranya endèmica de Malàisia.